# Phintella assamica
Phintella assamica là một loài nhện trong họ Salticidae. Loài này được phát hiện ở Ấn Độ.